# Palmillas, Hidalgo
Palmillas är en ort i Mexiko.   Den ligger i kommunen Huasca de Ocampo och delstaten Hidalgo, i den sydöstra delen av landet, 110 km nordost om huvudstaden Mexico City. Palmillas ligger 2 060 meter över havet och antalet invånare är 130.
Terrängen runt Palmillas är kuperad åt nordväst, men åt sydost är den platt. Terrängen runt Palmillas sluttar norrut. Runt Palmillas är det ganska tätbefolkat, med 52 invånare per kvadratkilometer. Närmaste större samhälle är Atotonilco el Grande, 14,5 km väster om Palmillas. Trakten runt Palmillas består till största delen av jordbruksmark.